# 日本勤労者住宅協会
日本勤労者住宅協会（にほんきんろうしゃじゅうたくきょうかい 略称: 勤住協）は、勤労者の住宅困窮を解決するために1967年に設立された法人。国土交通省所管の特殊法人であったが、2003年（平成15年）10月1日に特別民間法人となった。所在地は東京都文京区本郷3-23-1 クロセビア本郷2階。前身は、全国の労働金庫からの寄付によって1958年に設立された財団法人日本労働者住宅協会である。
勤住協はILO勧告第115号に批准し、1966年に成立した日本勤労者住宅協会法に則る。ILO勧告第115号は、国が住宅建設を促し、労働者およびその家族に適切な住環境を与え、賃貸または購入費用が労働者の収入でまかなえるために、労働者住宅を優先して供給できる住宅政策を取るという社会政策の改善をよびかけるものであった。組織は営利団体や地方公共団体ではないことが好ましいとされ、財団法人から特殊法人に変えることになった。
バブル崩壊後の地価下落や開発事業の行き詰まりなどから2006年1月に民事再生手続き開始を申し立てたが、仙台市青葉区の大型開発「虹の杜団地」の共同事業者がみつからなかったため、2008年4月に民事再生を断念、東京地裁から破産手続開始決定を受けた。負債総額は約180億円。2010年2月18日付で破産廃止となったが、法人自体は消滅しておらず（法人番号1010005002601）、根拠法の日本勤労者住宅協会法も2021年10月現在有効な法律である。

## 事業内容
住宅分譲事業を実施するための資金は、日本の13労働金庫から借り入れる民間資金及び住宅金融公庫、雇用・能力開発機構、年金資金運用基金から借り入れる公的資金を利用していた。また、住宅生活協同組合など日本全国42の労働者福祉団体に造成・分譲などの業務を委託していた。こうした住宅分譲事業によって約11万3,000戸の住宅を供給している。
近年は、住居の数を提供するというハード面だけでなく、高齢化やエコロジーなどソフト面における要求に沿った計画を立てていた。1995年には日本初の集合住宅型環境共生住宅を東京都小金井市に建設した。雨水貯留、太陽光発電機と太陽熱温水器、風力ポンプ、屋上菜園などを設置しており、高齢者や障害者に対応した部屋もある。
なお、日本勤労者住宅協会法第40条の規定により、協会には宅地建物取引業法、不動産特定共同事業法、ならびにマンションの管理の適正化の推進に関する法律第3章が適用されない。

## 主な事業団地
- あいの里（北海道札幌市あいの里）
- 虹の丘（宮城県仙台市泉区虹の丘）
- コーププローラ津田沼（千葉県船橋市前原）
- ベイシティ浦安（千葉県浦安市日の出）
- 新ゆりグリーンタウン（神奈川県川崎市麻生区白山）
- レインボータウン桜花台（三重県四日市市桜花台）
- ガーデンシティ・コープ金剛東（大阪府富田林市藤沢台）
- 桂坂・くつかけ団地（京都府京都市西京区大枝北沓掛町）
- 矢口が丘（広島県広島市安佐北区口田南）
- にじが丘団地（大分県大分市にじが丘）